# 埃德貝格湖
54°09′07″N 10°27′07″E / 54.152°N 10.452°E

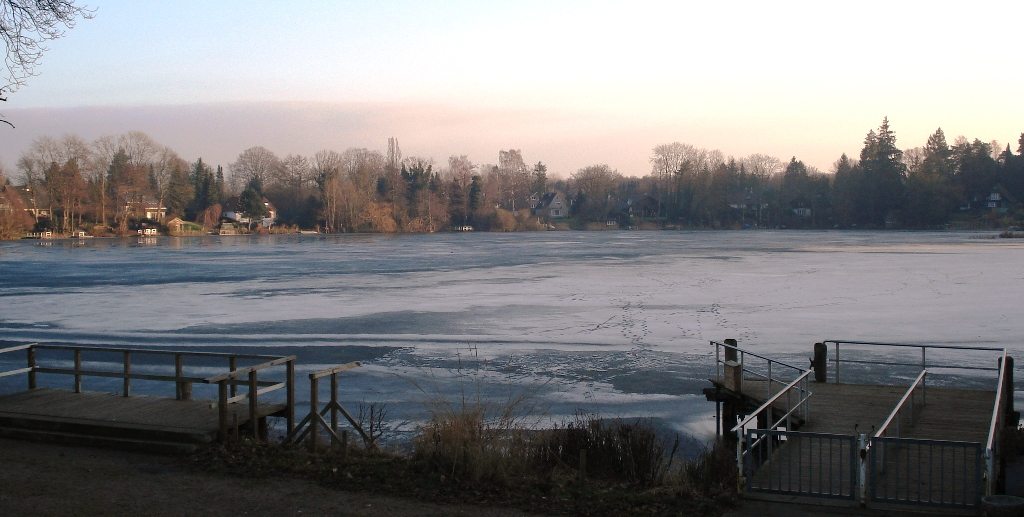

埃德貝格湖（德語：Edebergsee），是德國的湖泊，位於該國北部石勒蘇益格-荷爾斯泰因州，由普倫縣負責管轄，面積0.08平方公里，海拔高度22米，平均水深5米，最大水深10米，水體容量42萬立方米，湖岸線長度1.3公里。